# Прокопенко, Равиля Наджиповна
Равиля Наджиповна Прокопенко (урожд. Салимова) (8 сентября 1941, Шурчи, Сурхандарьинская область, Узбекская ССР, СССР — 3 июля 2019, Ташкент) — советская баскетболистка, заслуженный мастер спорта СССР (1964). 2-кратный чемпион мира, 4-кратный чемпион Европы, награждена орденом Трудового Красного Знамени.

## Биография
Родилась в городе Шурчи в рабочей семье, отец ушел на фронт, был ранен и умер на излечении в Тбилиси, мать растила двоих дочерей одна.
Детство Равили прошло в родном городе, где она училась в школе и собирала хлопок.
У девочки был высокий рост, и один из её знакомых, легкоатлет Юрий Минеев, бывший на пять-шесть лет старше ее, предложил съездить в Ташкент показаться спортивному тренеру по баскетболу Леониду Величко. В 1958 году, в возрасте 16 лет, Салимова поехала в Ташкент и сразу же была определена Величко в спортинтернат. Через несколько тренировок поехала с командой «Текстильмаш» в Тбилиси на турнир за выход в класс «А», а через несколько лет стала чемпионкой мира и Европы, а также — первой двухметровой центровой в истории баскетбольной сборной СССР.
Дебют за национальную команду состоялся на чемпионате Европы — 1962 во Франции, где Салимова набрала 7,7 очков в среднем за матч.
Является четырёхкратной чемпионкой Европы (1962, 1964, 1966, 1968). Самые весомые вклады в копилку сборной СССР у Прокопенко получались на чемпионатах мира. Там она становилась лучшим бомбардиром команды: 1964 — 13,1 очка, 1967 — 16,3 очка.
На клубном уровне играла исключительно за ташкентские команды — «Мехнат» и СКИФ.
После окончания карьеры работала инструктором Спорткомитета Узбекской ССР, возглавляла детско-юношескую спортшколу с собственным именем.
В 2006 году газета «Спорт-Экспресс» проводила опрос среди читателей и специалистов по определению лучшего центрового в баскетбольной истории СССР. Читатели газеты Равилю поставили на 8-е место — 22 голоса (1,1 %).
Была замужем, дочь — Анжела (играла за сборную Узбекистана по баскетболу) и сын — Игорь, зять — фехтовальщик Валерий Захаревич.
Скончалась на 78-м году жизни 3 июля 2019 года в Ташкенте.

## Достижения
- Чемпион мира: 1964, 1967
- Чемпион Европы: 1962, 1964, 1966, 1968
- Победитель Универсиады: 1965, 1970
- Серебряный призёр Универсиады: 1961